# Jan Cornelis Pieters Salverda

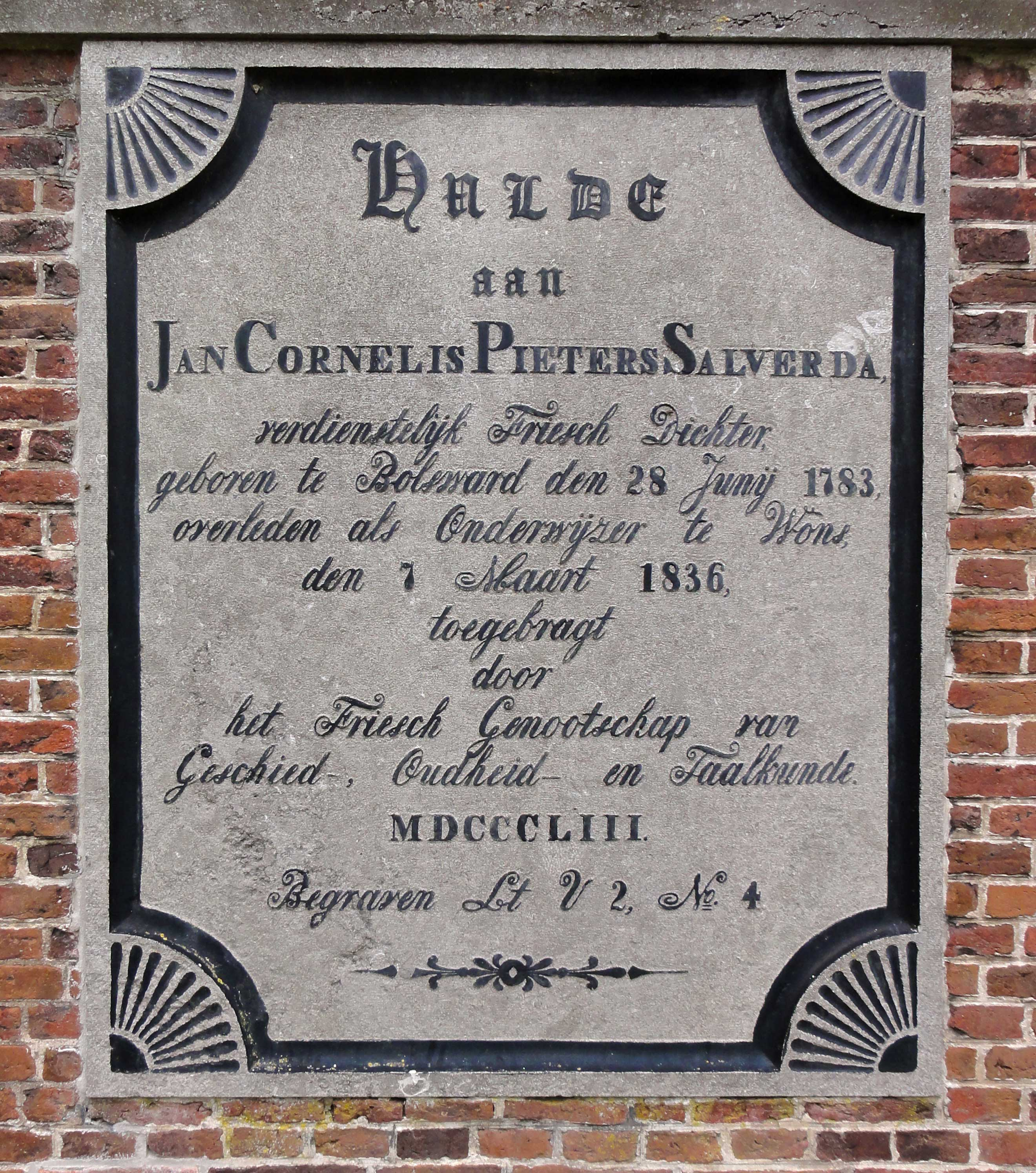
Gedenksteen voor Jan Cornelis Pieters Salverda in de muur van de kerk van Wons

Jan Cornelis Pieters Salverda (Bolsward, 28 juni 1783 - Wons, 7 maart 1836) was een Friese dichter en schoolmeester.

## Leven en werk
Salverda werd in 1783 geboren als zoon van de Bolswarder boer Pieter Piers Salverda en van Tietje Jacobs Driesen Prinsen Meerhof. Na zijn kweekschoolopleiding in Franeker werd hij op twintigjarige leeftijd onderwijzer, eerst te Bolsward en daarna te Tjerkwerd. In 1807 vestigde hij zich als onderwijzer in Wons.
Salverda was tweemaal getrouwd geweest. In 1806 trouwde hij met Antje Dirksz. Baarda. Na haar overlijden in 1814 trouwde hij in datzelfde jaar met Mettje Willems Wezel. Uit het eerste huwelijk werden zeven en uit het tweede huwelijk werden elf kinderen geboren. Salverda en zijn gezin leefden in kommervolle omstandigheden. Zijn beste gedichten schreef hij ondanks zijn armoedige bestaan in de laatste jaren van zijn leven. Behalve dichter was hij ook verzamelaar van zegswijzen uit de streek. Hij overleed in maart 1836 op 52-jarige leeftijd in zijn woonplaats Wons. De plaatselijke boeren zorgden voor zij begrafenis. Op het kerkhof van Wons bevindt zich op zijn graf een eenvoudige zerk. Zijn tragische levensloop en gespleten persoonlijkheid werden door zijn vriend en beschermer J.H. Halbertsma aangrijpend geschetst.
De huidige basisschool in Wons draagt de naam van de dichter. Ook de straat waaraan de kerk staat is naar Salverda genoemd. In de muur van deze kerk, de Hervormde kerk van Wons, heeft het Friesch Genootschap van Geschied-, Oudheid- en Taalkunde in 1853 een gedenksteen laten aanbrengen als huldeblijk aan Salverda (zie afbeelding).